# Willy Dusarduijn
Willy Rogez Victor (Willy) Dusarduijn (IJzendijke, 29 september 1928 - Gent (België), 30 augustus 1986) was een Zeeuws-Vlaamse socioloog en politicus.
Willy Dusarduijn was de zoon van landbouwer Emile August Dusarduijn en de Belgische Alice Marie de Decker. Na de ulo in Terneuzen en de hbs-a in Oostburg ging Dusarduijn sociologie studeren van 1948 tot 1954 aan de Katholieke Economische Hogeschool te Tilburg (de latere Tilburg University). Na zijn studie werkte hij als onderzoeker bij het Provinciaal Opbouworgaan Zeeland en bij de Stichting tot Ontwikkeling van Komgrondgebieden in Tiel. Van 1958 tot 1961 werkte hij bij het Sociaal-Charitatief Centrum van het bisdom Breda als adviseur maatschappelijk werk, en van 1961 tot 1969 was hij directeur van de Katholieke Raad voor Maatschappelijk Werk in Zeeland.
Dusarduijn was vanaf 1946 bestuurslid van de lokale KVP-afdeling, en was enige tijd voorzitter van de jongerenafdeling van de KVP. In 1966 ging Dusarduijn de politiek in, en hij van 1966 tot 1974 namens de Katholieke Volkspartij lid van de Provinciale Staten van Zeeland. Van 1969 tot 1973 was hij tevens fractievoorzitter in de Provinciale Staten. Van 1967 tot 1972 was hij lid van de Tweede Kamer der Staten-Generaal, waar hij zich met typisch Zeeuwse aangelegenheden bezighield, en ook woordvoerder maatschappelijk werk was. In 1967 stemde hij als enige van zijn fractie, maar net als zijn Zeeuwse collega's bij andere fracties, voor een (verworpen) motie-Westerhout om de tarieven voor de veren over de Westerschelde niet te verhogen.
Na zijn Kamerlidmaatschap keerde Dusarduijn terug naar Zeeuws-Vlaanderen en werd hij burgemeester van Sas van Gent, wat hij tot zijn overlijden in 1986 zou blijven.
- Biografisch Portaal: 11005449
- International Standard Name Identifier: 0000 0003 9618 5363
- Nederlandse Thesaurus van Auteursnamen: 073545783
- Parlement.com: vg09ll05tywr
- Virtual International Authority File: 291052467
- WorldCat: E39PBJt3T9GY6QjhcDGfPYV9jC